# Lexikon der Geheimdienste im 20. Jahrhundert
Das Lexikon der Geheimdienste im 20. Jahrhundert ist ein deutsches Nachschlagewerk. Es beinhaltet Übersichten und Details über die Arbeit der Nachrichtendienste vom Ersten Weltkrieg über die Zwischenkriegszeit, den Zweiten Weltkrieg, den Kalten Krieg bis hin zu den Revolutionen im Jahr 1989.
Das Lexikon wurde gemeinsam von den Autoren Helmut Roewer, Stefan Schäfer und Matthias Uhl verfasst. Es erschien im Jahr 2003 beim Herbig-Verlag in München. 2006 erschien in Prag eine tschechische Ausgabe unter dem Titel Encyklopedie tajných služeb ve 20. století im Verlag Euromedia Group, Knižni Klub.

## Autoren
Helmut Roewer war seit 1980 in verschiedenen Positionen der deutschen Sicherheitsbehörden und des Bundesministeriums des Innern tätig und von 1994 bis 2000 Präsident des Thüringer Landesamtes für Verfassungsschutz. Der Öffentlichkeit wurde er insbesondere im Zusammenhang mit der Aufarbeitung der Geschehnisse um die Terrorgruppe Nationalsozialistischer Untergrund und seine umstrittene Rolle dabei bekannt.
Stefan Schäfer ist Historiker und war ein langjähriger Referatsleiter des ehemaligen Thüringer Landesamtes für Verfassungsschutz.
Matthias Uhl ist ein deutscher Historiker und seit vielen Jahren mit dem Schwerpunkt der zeitgeschichtlichen Erforschung der Nachrichtendienste beschäftigt.

## Inhalt
Es behandelt insbesondere die Schwerpunkte der deutschen Nachrichtendienste, wie zum Beispiel die Abteilung III b im Generalstab der preußischen/deutschen Armee, die des Sicherheitsdienstes des Reichsführers SS, der Abwehrabteilung der Reichswehr, dem Amt Ausland/Abwehr der Wehrmacht und den deutschen Nachkriegsnachrichtendiensten Militärischer Abschirmdienst (MAD) der Bundeswehr, dem Bundesnachrichtendienst (BND) als Auslandsnachrichtendienst der Bundesrepublik und des Ministeriums für Staatssicherheit (MfS) der DDR.
Es stellt dabei die nachrichtendienstlichen Aktivitäten und Bemühungen der jeweiligen Staaten und ihrer Nachrichtendienste dar, für welche Deutschland ein Schwerpunkt ihrer Tätigkeit war.
Hierzu enthält es 2000 Sachstichworte, über 2000 Personenbeschreibungen und 1465 Abbildungen, welche teilweise erstmals veröffentlicht wurden. Diese werden durch hunderte Literatur- und Quellenhinweise auch für den wissenschaftlichen Benutzer nutzbar.

## Kritik
„Dieses Lexikon täuscht den Laien, enttäuscht den Sachkundigeren und muss Experten aller Spezialisierungsrichtungen geradezu entsetzen. Als halbwegs verläßliches Nachschlagewerk über nachrichtendienstlich relevante Personen für den wissenschaftlichen oder publizistischen Gebrauch ist es völlig untauglich, allenfalls für das Heer der Ostagenten ergiebig, für den Bereich der deutschen Dienste (ohne DDR) rudimentär. Seiner zahlreichen Raritäten und einzelner, in der offenen Literatur nirgendwo auffindbarer Daten wegen wird es der Geheimdienstinteressierte dennoch erwerben müssen und als Fundgrube, die die ernsthafte Fachliteratur ergänzt, gelegentlich zu schätzen wissen.“

„...ein höchst gemischtes Lexikon, das sich wohl eher an einen breiteren, eher nicht primär wissenschaftlich interessierten Leserkreis wendet ... Ein gut illustriertes Lexikon, das viele interessante Informationen bietet, bei näherem Hinsehen aber – auch wenn man den von den Herausgebern angeführten Einschränkungen folgt – einige gravierende Leerstellen aufweist.“

„...the German publication does exhibit certain weaknesses in the international field as well as in the detail, but – and this is of some significance – the German publication also contains a great number of German names in intelligence...“

## Bibliographische Angaben
- Helmut Roewer, Stefan Schäfer, Mathias Uhl: Lexikon der Geheimdienste im 20. Jahrhundert. Mit Organigrammen. Herbig, München 2003, ISBN 3-7766-2317-9.